# Вольф, Натанаель Маттеус фон
Ната́наель Матте́ус фон Вольф (нем. Nathanael Matthäus von Wolf, 26 января 1724, Хойнице, Королевская Пруссия — 15 декабря 1784, Гданьск) — немецкий ботаник и врач.
Изучал медицину в университете Эрфурта, где в 1748 году получил учёную степень.
После чего он стал личным доктором епископа Познани Теодора Казимира Чарторыйского. Оставался личным врачом епископа до момента его смерти в 1768 году.
В 1769 году Вольф открыл частную практику в Тчеве, а в 1772 — в Данциге, где работал остальную часть своей жизни.
В 1777 году он был избран членом Лондонского королевского общества.

## Труды
- Unterricht vors Volk gegen die Pest, 1770[2]
- Genera Plantarum, Vocabulis characteristica definita, 1776
- Concordantia Botanica, 1780
- Genera et Species Plantarum vocabulis charactericis definita, 1781